# Daniel (Nuširo)
Daniel (vlastním jménem: Ikuo Nuširo; 5. září 1938 – 10. srpen 2023) byl kněz Japonské pravoslavné církve, arcibiskup a metropolita Tokia a celého Japonska.

## Život
Narodil se 5. září 1938 v Tojohaši v prefektuře Aiči. Roku 1962 vystudoval fakultu francouzské literatury na univerzitě v Aiči. Roku 1965 ukončil Tokijský kněžský seminář a roku 1968 Kněžský seminář svatého Vladimíra v New Yorku kde získal titul magistra teologie.
V listopadu 1969 byl v Tokijském soboru Vzkříšení Krista vysvěcen na diakona a v lednu 1972 byl rukopoložen na presbytera a začal působit v chrámu svatého apoštola Matěje ve svém rodném městě.
Dne 20. srpna 1999 byl v soboru Trojicko-sergijevské lávry postřižen na monacha se jménem Daniel, na počest blahověrného knížete Daniela Moskevského. Dne 6. září stejného roku byl patriarchou Alexijem II. v Uspenském soboru povýšen na igumena.
S rozhodnutím Svaté synodu Ruské pravoslavné církve, byl 6. října 1999 jmenován biskupem Kjóta patřící do Japonské autonomní pravoslavné církve. Dne 11. listopadu 1999 byl arcibiskupem Kalugy a Borovsku Klimentem v Trojickém soboru Danilovského monastýru v Moskvě povýšen na archimandritu.
Dne 14. listopadu 1999 proběhla v Soboru Bohozjevení v Moskvě jeho biskupská chirotonie. Liturgie byla vedená Jeho Svatostí Alexijem II., patriarchou Moskevským a celé Rusi.
Dne 14. května 2000 byl jmenován metropolitou Tokia a celého Japonska, a nejvyšším představitelem Japonské pravoslavné církve.
Zemřel 10. srpna 2023 ve věku 84 let.

### Vyznamenání
- 2012 – Řád svatého Nikolaje Japonského 1. třídy
- 2013 – Synodní řád Kursko-Korenské ikony Boží Matky 1. třídy
- 2013 – Řád svatého Serafima Sarovského 1. třídy
- 2018 – Řád svatého Innokentije Moskevského 1. třídy
- Řád svatého blahověrného knížete Daniela Moskevského 1. třídy